# 服部剛
服部剛（はっとり ごう、1974年10月31日 - ）は、日本の詩人。日本ペンクラブ会員、日本文藝家協会会員、日本現代詩人会会員、四季派学会会員。

## 来歴
1993年、高校卒業後、前年に夭折した尾崎豊の影響により詩作を始める。尾崎の生前最後のライブアルバム「約束の日」を聴き、その歌とメッセージから詩人になるという志を持つ。また、遠藤周作を敬愛、その文学と人生に触れ、詩人として系譜を継ぎたいと願い、人間の哀しみや弱さをみつめ、寄り添う詩を綴る。
1998年より朗読活動を始め、2007年から2011年まで、東京・高田馬場のBen's Cafeにて「笑いと涙のぽえとりー劇場」を主宰。
2016年、白百合女子大学にて、障がいのある息子について「いのちの授業」として講演・朗読を行う。長年勤めた老人介護職を辞し、詩人の道に専念する。文治堂書店の詩人曽我貢誠が編集する詩誌「とんぼ」に創刊号から参加する。
ニッポン放送『こころのともしび』にて、月1回エッセイが紹介されている。また、月刊誌『カトリック生活』（ドン・ボスコ社）の祈りの風景で詩を連載中。
2018年、上梓された「我が家に天使がやってきた」は、「息子や家族への愛情、キリストへの畏れや祈りが織り込まれた作品から、戦前のクリスチャン詩人、八木重吉の姿を彷彿とさせる」とされ、服部への谷川俊太郎からの手紙も掲載されている。
詩友であり、弟子でもある宮田直哉の処女詩集「夏の物語と歌」の編纂に関わり、また、跋文を寄せた。
2020年、上梓された「天の指揮者」の序文は秋吉久美子が務めた。
「とんぼ」「反射熱」などの詩誌の同人として活動している。

## 詩集
- 「風の配達する手紙」（詩学社） 2006年
- 「Familia」（詩遊会出版） 2009年
- 「あたらしい太陽」（詩友舎） 2012年
- 「我が家に天使がやってきた」（文治堂書店） 2018年
- 「天の指揮者」（ドン・ボスコ社）2020年